# Groß Wittfeitzen

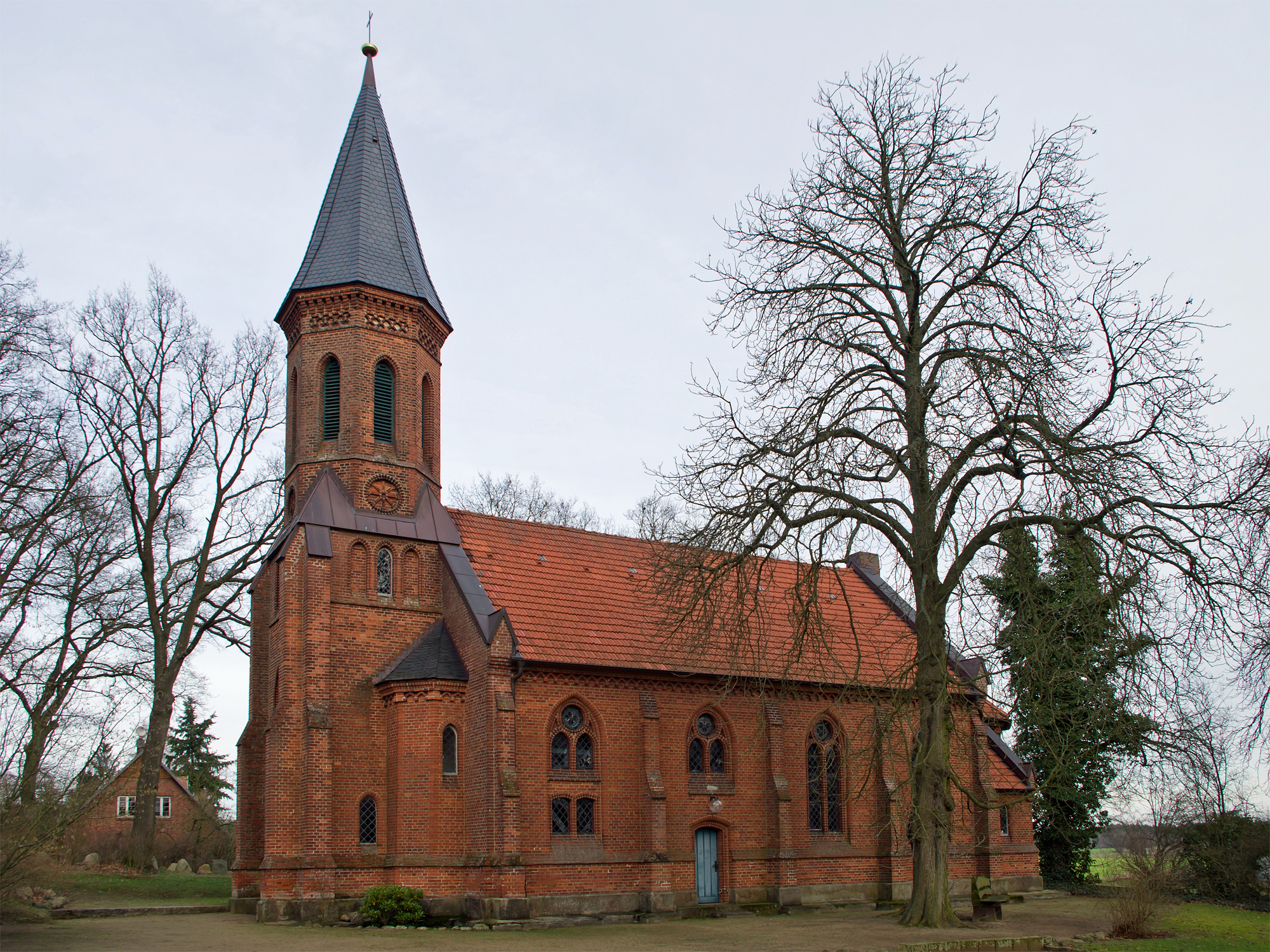
Ev. Kirche in Groß Wittfeitzen

Groß Wittfeitzen ist ein Ortsteil der Gemeinde Waddeweitz im niedersächsischen Landkreis Lüchow-Dannenberg. Im Ort befindet sich das Waldbad des Fördervereins Waldbad Wittfeitzen e. V.

## Geschichte
Groß Wittfeitzen war ursprünglich eine Gemeinde im Kreis Lüchow und wurde 1929 in die Gemeinde Wittfeitzen eingegliedert, die ihrerseits am 1. Juli 1972 Teil der Gemeinde Waddeweitz wurde.